# Raimund II. (Toulouse)
Raimund II. († 923) war Graf von Toulouse, Vizegraf von Nîmes und Albi. Er war der vermutlich ältere Sohn von Graf Odo und Garsende.
Beim Tod seines Großvaters Bernhard II. erhielt er die Vizegrafschaften Nîmes und Albi, während sein Vater Odo in der Grafschaft Toulouse folgte. 898 ernannte sein Vater ihn zum Grafen von Rouergue. 906 gab Odo Rouergue seinem jüngeren Sohn Armengol und machte Raimund zum Mitgrafen in Toulouse. 918/19 erbte er Toulouse, während Rouergue, Nîmes und Albi an Armengol gingen. Raimund erhielt auch den Titel eines Herzogs von Septimanien, den sein Vater getragen hatte. Er starb 923 und hinterließ seine Titel seinem Sohn Raimund III., seinem einzigen Kind aus seiner Ehe mit Gudinhilde, wohl einer Tochter von Wilfried I., Graf von Barcelona (Haus Barcelona).